# Корисні копалини Мексики
Ќор́исні коп́алини М́ексики

## Загальна характеристика
Мексика багата різними корисними копалинами: нафтою, рудами срібла, бісмуту, стибію, ртуті, свинцю і цинку, кадмію, міді, золота, заліза, флюоритом, графітом, сіркою, цементною сировиною і інш. (табл. 1).
Таблиця 1. — Основні корисні копалини Мексики станом на 1998–1999 рр.
| Корисні копалини                         | Запаси       | Запаси   | Вміст корисного компоненту в рудах, % | Частка у світі, % |
| Корисні копалини                         | Підтверджені | Загальні | Вміст корисного компоненту в рудах, % | Частка у світі, % |
| Барит, тис. т                            | 6700         | 7700     | 90 (BaSO4)                            | 2                 |
| Вольфрам, тис. т                         | 14           | 35       | 0,5 (WO3)                             | 0,5               |
| Залізні руди, млн т                      | 650          | 800      | 48 (Fe)                               | 0,4               |
| Золото, т                                | 560          | 750      | 1,2 — 2,5 г/т                         | 1,1               |
| Калійні солі, млн т в перерахунку на К2О |              | 10       | 12 (К2О)                              |                   |
| Марганцеві руди, млн т                   | 28           | 228      | 27 (Mn)                               | 0,8               |
| Мідь, тис. т                             | 17250        | 22900    | 0,51 (Cu)                             | 2,6               |
| Молібден, тис. т                         | 90           | 395      | 0,023 (Мо)                            | 1                 |
| Нафта, млн т                             | 5600         |          |                                       | 4,1               |
| Олово, тис. т                            | 10           | 10       | 0,6                                   |                   |
| Плавиковий шпат, млн т                   | 32           | 40       | 68 (CaF2)                             | 17                |
| Природний горючий газ, млрд м3           | 1800         |          |                                       | 1,2               |
| Ртуть, тис. т                            |              | 4        | 0,4                                   | 3                 |
| Свинець, тис. т                          | 3336         | 4366     | 1,8 (Pb)                              | 2,7               |
| Срібло, т                                | 37950        | 57880    | 320 г/т                               | 6,9               |
| Стибій, тис. т                           | 180          | 200      | 4                                     | 4,1               |
| Вугілля, млн т                           | 2400         | 5153     |                                       |                   |
| Фосфорити, млн т                         | 96           | 98       | 12 (Р2О5)                             | 1,9               |
| Цинк, тис. т                             | 6233         | 7233     | 4,1 (Zn)                              | 2,3               |

## Окремі види корисних копалин
Нафта і газ. Виявлено бл. 350 родов. нафти і 200 — газу, зосереджених г.ч. в Мексиканської затоки нафтогазоносному бас. Родов. в осн. дрібні, відомі 2 родов. із запасами понад 500 млн т (Бермудес і Кантарель) і 12 родов. з поч. розвіданими запасами понад 100 млн т нафти і 100 млрд м3 газу. Нафтогазоносні відклади палеоцену, еоцену, олігоцену, міоцену, крейди та юри. Найпродуктивніші вапняки крейди на глиб. 350-6500 м. Густина нафти 778–980 кг/м3, вміст сірки 0,1-5,84%.
У березні 2002 р. фірма Pemex оголосила про відкриття трьох нових газових родовищ в штаті Веракрус, розташованих на узбережжі Мексиканської затоки. Одне з родовищ — Ланкауаса (Lankahuasa), розташоване на акваторії, може містити до 28 млрд м³ природного газу. Фірма Pemex вважає, що разом з двома іншими родовищами, Плаюела (Playuela) і Ап (Hap), ці відкриття можуть складати бл. 25% всіх мексиканських запасів газу. Видобуток на родовищі Ланкауаса планується з 2003 р. Значні запаси попутного газу містить також нафтове родовище Кантарелль (Cantarell), однак велика частина цього газу спалюється при видобутку [US Energy Information Administration].
Вугілля. Родовища коксівного вугілля (штат Коауїла) приурочені до відкладів крейди. Основний басейн — Сабінас, головний промисловий пласт складений двома пачками вугілля загальною потужністю 1,8 м.
Залізо. Родов. залізняку в осн. дрібні, контактово-метасоматичні, найбільші: Пенья-Колорада, Геркулес і Лас-Тручас. Розвідані родов. магнетитових руд в шт. Мічоакан, Герреро, Коліма.
Марганець. Родов. марганцевих руд розташовані в шт. Чіуауа, Ниж. Каліфорнія та Ідальго (Моланго, Терренатес, Лусіфер, Таламантес і інш.) і представлені жильними покладами.
Мідь. Запаси мідних руд великі і сконцентровані на мідно-порфірових родовище Кананеа (понад 8 млн т, вміст Cu 1%), Ла-Карідад (5,8 млн т, Cu 0,7%), Санто-Томас в шт. Сонора, Уетамо і інш. в шт. Мічоакан. У рудах цих родов. є також молібден. Великі родов. мідних руд Санта-Росалія, Болео пов'язані з молодими вулканітами.
Поліметали. На території М. відоме понад 200 родов. свинцево-цинкових руд, пов'язаних в осн. з виверженими кайнозойськими породами, які локалізуються в інтрузивних масивах або у відкладах мезозою. У рудах є також арсен, бісмут, кадмій, срібло, золото, ртуть, стибій. Більшість родов. дрібні, найбільші — Сан-Франсіско-дель-Оро, Санта-Еулалія, Реформа і Фреснільо (запаси бл. 150–200 тис.т Pb і 180–220 тис.т Zn).
Срібло. За підтвердженими запасами срібла країна займає 3-є місце на Американському континенті (після США та Канади, 1999). Б.ч. запасів срібла міститься в родов. свинцево-цинкових руд і бл. 20% — у власне срібних рудах. Родов. генетично пов'язані з виверженими породами крейди і кайнозою. Велике родов. власне срібних руд Лас-Торрес має запаси 4,3 млн т руди із змістом Ag 361 г/т і Au 2,8 г/т, родов. Ла-Енкантада в шт. Коауіла — 3,2 млн т руди із вмістом Ag 500 г/т і Pb 7,6%. Великі родов. розташовані також в шт. Ідальго, Сакатекас, Чіуауа.
Стибій. Запаси стибієвих руд в країні значні. За ресурсами, підтвердженими і загальними запасами стибію Мексика на континенті станом на 1999 поступається тільки Болівії. Виявлено понад 60 родов. Власне стибієві гідротермальні родов. розташовані в шт. Сан-Луїс-Потосі і Сонора, найбільші — родов. Сан-Хосе, Тлахьяко і Ольтер. Рудні тіла пластові (у вапняках) і жильні (кварц-антимонітові). Істотні запаси зосереджені також в рудах ртутно-стибієвих та свинцевих родов. Найбільше родов. ртутно-стибієвих руд Уїцуко (запаси 500 тис. т) локалізоване в молодих вулканітах.
Флюорит. Мексика займає 2-е місце у світі (після Китаю) за загальними запасами флюориту (12,5%) і 1-е місце за підтвердженими запасами. Найякісніші руди, що містять 80-85% CaF2, по 5-10% кальциту і кварцу або халцедону, незначні кількості бариту і сульфідів, сконцентровані в метасоматичних кварц-кальцит-флюоритових родовищах районів Сарагоса-Ріо-Верде і Піко-де-Етеріо. Рудні тіла потужністю 15-40 м і довжиною 75-100 м виходять на поверхню. Крутоспадні жили кварц-кальцит-флюоритових родовищ району Мінас-де-Навідад містять 50% кристалічного плавикового шпату («цукрового шпату»), придатного для отримання грудкових концентратів. Значні запаси флюориту зосереджені в родов. Ла-Барра (Ескуада), Пайла, Сан-Маркос, Агуачіле, Гвадалахара, Сакуальпан. Б.ч. їх пов'язана з виверженими породами кайнозою. Флюорит, придатний для хім. промисловості, отримують в результаті переробки хвостів сульфідних руд, що містять 15% флюориту.
Барит. Значні запаси бариту пов'язані з жильними тілами в карбонатних породах. Родов. розташовані в штатах Нуево-Леон, Чіуауа, Коауіла.
Інші корисні копалини. Осн. родов. графіту розташовані в шт. Сонора (Морадільяс, Сан-Франсіско, Фортуна). Їх походження зв'язується з впливом на пласти кам'яного вугілля гранітоїдних інтрузій. Родов. самородної сірки приурочені до соляних куполів на Теуантепекському перешийку (Мексиканської затоки сірконосна провінція). Мексика володіє великими ресурсами фосфору в фосфоритах. У країні є також родов. руд стронцію, гіпсу, кам. солі, опал, цем. сировина.